# Parc metróállomás
A Parc (franciául) vagy Park (holland) az 1-es és 5-ös metrók állomása a Parc de Bruxelles alatt, Brüsszel belvárosában a rue Royale és a rue de la Loi sarkán található.
Az állomás 1969. szeptember 17-én nyílt meg föld alatti villamosvonal, úgynevezett premetró állomásaként. 1976. szeptember 20-án nyitották meg, mint teljes értékű metró állomását az 1A és 1B metrók vonalán.

## Az állomás története

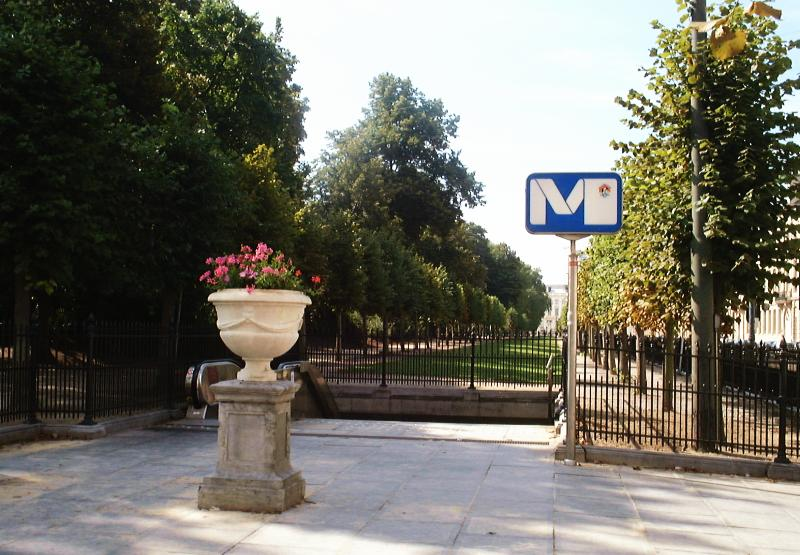
Az állomás egyetlen bejárata

Amikor az állomás épült, tervben volt egy csatlakozó vonal építése a rue Royale alatt. Ahhoz, hogy ezt lehetővé tegyék, sokkal nagyobb föld alatti teret ástak ki, mint ami egy egyszerű állomáshoz szükséges lett volna. A rue Royale alatt futó vonal terve hamar el lett vetve, ezért az ahhoz kiásott területen most a STIB metró- és villamos-diszpécserközpontja található.
A brüsszeli metró első megépített szakasza a Park és az Arts-Loi állomások között volt. Kísérletként alagútfúró pajzs segítségével építették meg, viszont a brüsszeli metró legtöbb része nyílt feltárásos építéssel készült.

## Jellemzői
A Park állomás biztosít helyet a STIB metró- és villamos-diszpécserközpontjának.
2009. március 16-án a STIB átköltöztette a székhelyét az avenue de la Toison d’Or-ról a Rue Royale-ra. A Royal Atriumnak nevezett új épület az metróállomás közelében helyezkedik el.

## Átszállási lehetőségek
| 1 (Gare de l’Ouest – Stockel) |                               | |
| 5 (Érasme – Herrmann-Debroux) |                               | |
| Állomás                       | Átszállási lehetőségek        | Fontosabb létesítmények |
| Parc/Park                     | 92 93 - 29 63 65 66 - N04 N05 | Parc de Bruxelles, Miniszterelnöki Hivatal, belga parlament, Királyi Parkszínház, Hôtel de Ligne, Hôtel Errera, Royal Atrium (STIB-székhely) |

## Fordítás
- Ez a szócikk részben vagy egészben  a   Parc (métro de Bruxelles) című francia Wikipédia-szócikk ezen változatának fordításán alapul.  Az eredeti cikk szerkesztőit annak laptörténete sorolja fel. Ez a jelzés csupán a megfogalmazás eredetét és a szerzői jogokat jelzi, nem szolgál a cikkben szereplő információk forrásmegjelöléseként.
- Ez a szócikk részben vagy egészben  a   Park metro station című angol Wikipédia-szócikk ezen változatának fordításán alapul.  Az eredeti cikk szerkesztőit annak laptörténete sorolja fel. Ez a jelzés csupán a megfogalmazás eredetét és a szerzői jogokat jelzi, nem szolgál a cikkben szereplő információk forrásmegjelöléseként.